# Сан-Базіле
Сан-Базіле (італ. San Basile, сиц. San Vasile) — муніципалітет в Італії, у регіоні Калабрія,  провінція Козенца.
Сан-Базіле розташований на відстані близько 390 км на південний схід від Рима, 110 км на північ від Катандзаро, 60 км на північ від Козенци.
Населення — 1044 особи (2014).
Щорічний фестиваль відбувається 25 травня. Покровитель — святий Іван Хреститель.

## Демографія
Населення за роками:

Станом на 1 січня 2023 року в муніципалітеті офіційно проживало 48 іноземців з 14 країн, серед них 2 громадяни країн Євросоюзу та 4 громадяни України.

## Сусідні муніципалітети
- Кастровілларі
- Морано-Калабро
- Сарачена